# Јосеф Холечек
Јосеф Холечек (чеш. Josef Holeček; Ричани (25. јануар 1921 — Праг, 20. фебруар 2005) био је чехословачки кануиста који се такмичио за репрезентацију Чехпсловачке крајем 40-их и почетком 50-их година прошлог века. Двоструки олимпијски победник у Лондону и Хелсинкију, светски првак, победник многих регата националног и међународног значаја.

## Биграфија
Активно се почео бавити кајакаштвом у петнаестој години, у Лоуни на реци Охре, на импровизованом кануу без икаквог ментора. Већ крајем тридесетих година прошлог века показао је прилично добре резултате, али је због избијања Другог светског рата био присиљен је да прекине своју спортску каријеру.
Први озбиљан успех на међунаодном нивоу сениора постигнут је непосредно након завршетка рата 1948. године, када је био део чехословачке репрезентације и захваљујући низу успешних наступа добио је право одбране части земље на Летњим олимпијским играма у Лондону. Сигурно је победио у такмичењу кануа једноклека на 1.000 м, остављајући најближег  за више од десет секунди, и тиме освојио златну олимпијску медаљу.
Као олимпијски победник Холечек је учврстио своје место у репрезентацији Чехословачке и наставио да учествује у највећим међународним регатама. Тако је 1950. године отишао на Светско првенство у Копенхагену, одакле је донео две медаље златну и сребрну, добијене у такмичењу кануа једноклека на 1.000 и 10.000 метара. На 10.000 м, победио је француски представник Робер Бутињи.
Као један од лидера у чехословачкој репрезентацији, Јосеф Холечек успешно је прошао избор за Олимпијске игре 1952. у Хелсинкију. У такмичењу кануа једноклека на 1.000 метара завршуио је као први у квалификацијама, што је потврдио и у финалу поново са импресивном предношћу на своје приотивнике (најближи му је био Мађар Јанош Парти који је завршио са више од 7 секунди заостатка) и поново освојио титулу олимпијском победника. Убрзо након ових олимпијских игара, Холачек је  одлучио да заврши сспотску каријеру и настави каријеру у спољној трговини.
Јосеф Холечек је пуних 60 година био једини кануиста који је два пута био олимпијски победник све док Немац Себастијан Брендел није урадио исто 2012. и 2016. године.